# Dom van Ribe
De Dom van Ribe (Vor Frue Kirke Maria = Domkerk Onze-Lieve-Vrouwe) staat in de Deense stad Ribe in het zuidwestelijke deel van Jutland.

## Geschiedenis
Het rooms-katholieke bisdom (Deens: Stift) van Ribe werd in 948 A.D. gesticht. De domkerk werd tussen 1110 en 1134 in steen gebouwd door bisschop Thure. Mogelijk stond er vanaf 860 een houten kerk gesticht door Ansgarius. De laatste katholieke bisschop van Ribe was vanaf 1499 Iver Munk, die in 1539 stierf en in de Dom begraven ligt.
Sinds de reformatie in 1536 is de dom Evangelisch-Luthers en behoort tot de Folkekirke (de Deense Volkskerk). Van 1542 tot zijn dood was Hans Tausen (voorman van de Deense reformatie) de bisschop van Ribe.
Van Ansgarius (801-864), Hans Tausen (1494-1561) en de dichter en bisschop Hans Adolph Brorson (1694-1764) staan standbeelden voor de Dom. De twee laatstgenoemden hebben een graf in het kerkgebouw, evenals de koningen Erik II de Onvergetelijke (overleden in 1137) en Christoffer I (overleden in 1259).

## Beschrijving
De huidige kerk is grotendeels romaans en wordt gezien als de best bewaarde Romaanse Domkerk in Denemarken. Het is de enige kerk van Denemarken die vijf schepen heeft. De kerk is 63 meter lang en 36 meter breed en heeft heden ten dage drie torens. De Mariatoren, de Rytterspiret boven het Koor en Borgertårnet. Borgertårnet dateert van 1333 en is 52 meter hoog en bevat 248 treden naar de top. De toren was in eerste instantie 65 meter hoog en bevatte een spits, maar deze stortte in 1534 in. In 1595 werd de toren gerenoveerd, maar voor de spits was geen geld, waardoor de toren een plat dak kreeg, en beduidend minder hoog werd.

## Orgel
Van 1939 tot zijn dood in 1952 was Rued Langgaard de vaste bespeler van het orgel van de Dom van Ribe. Dit instrument was door de orgelbouwer Frederik Nielsen uit Aarhus in 1843 ingebouwd in de nog steeds bestaande, rijk gedecoreerde kas uit 1635, maar het volledige pijpwerk werd in 1973 vernieuwd door Frobenius uit Birkerød. Sinds een latere verbouwing in 1994 telt het orgel 50 registers.

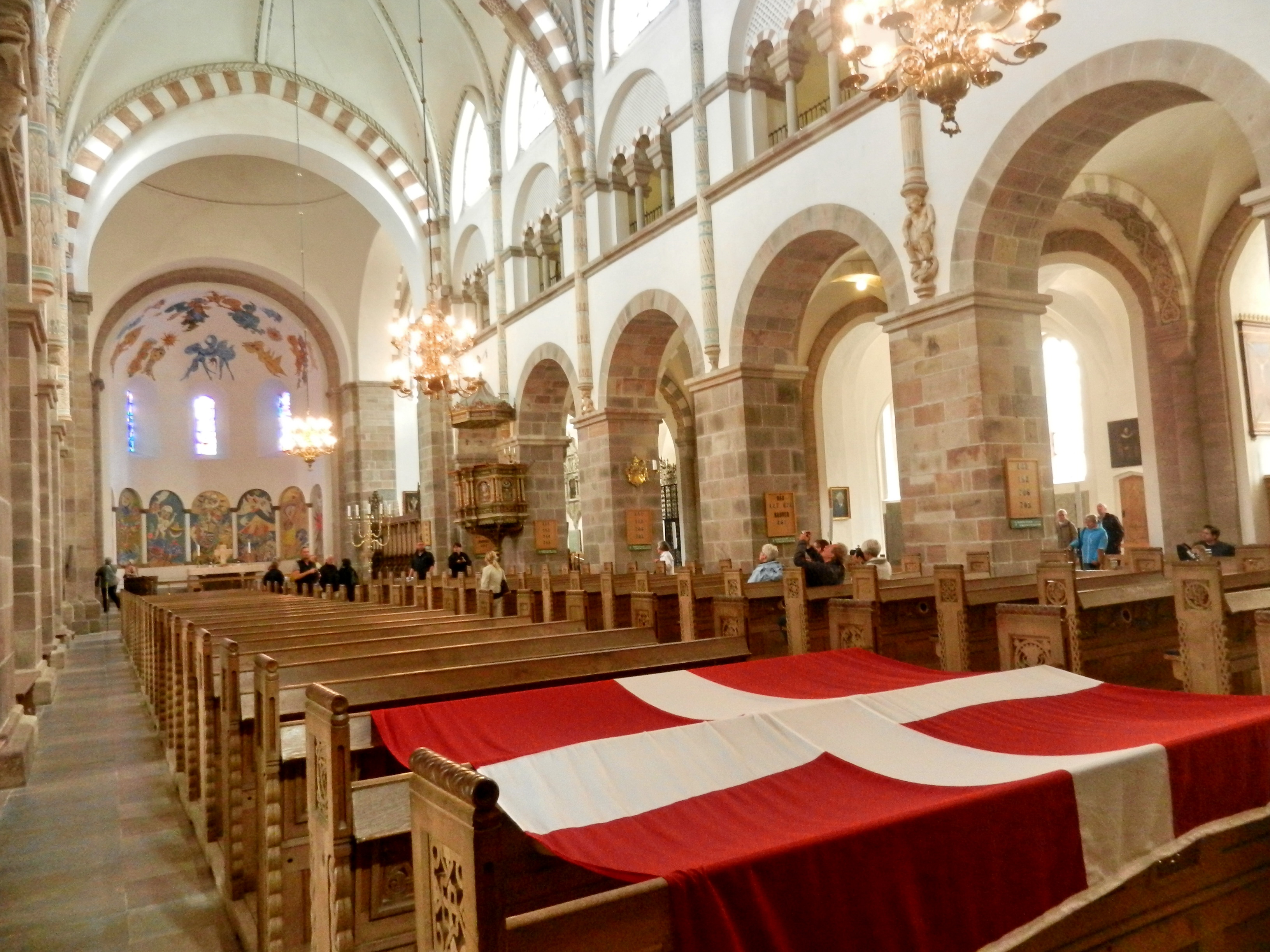
Interieur
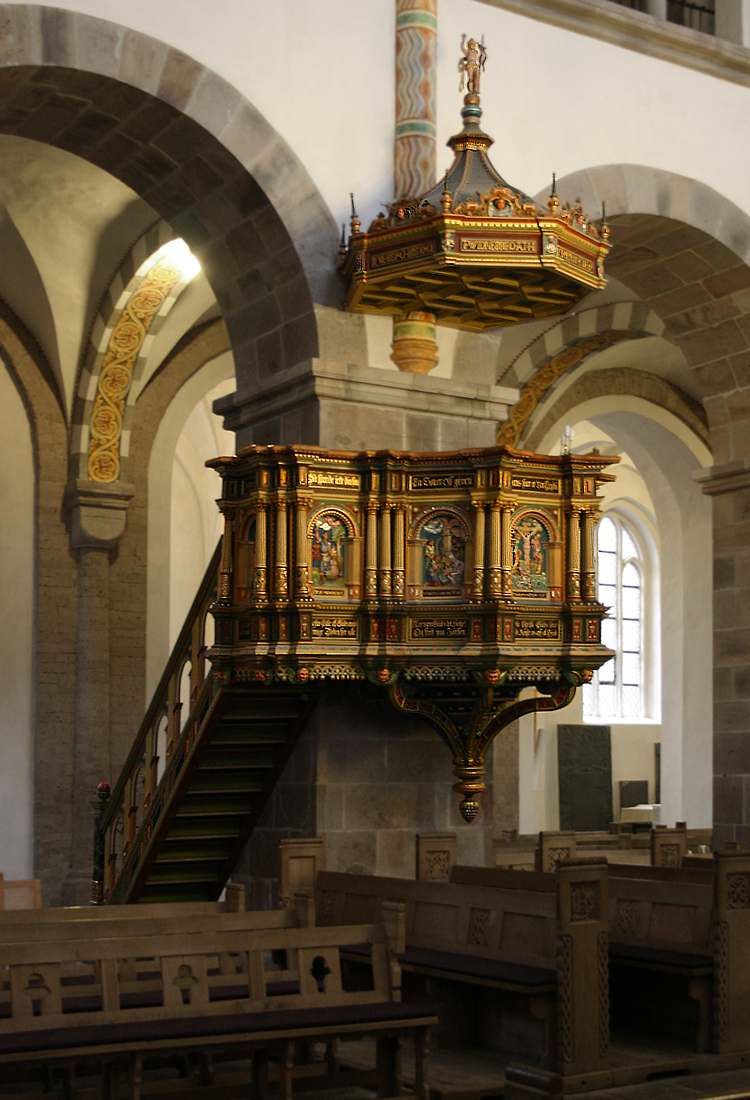
Beschilderde preekstoel van Jens Asmussen uit 1597
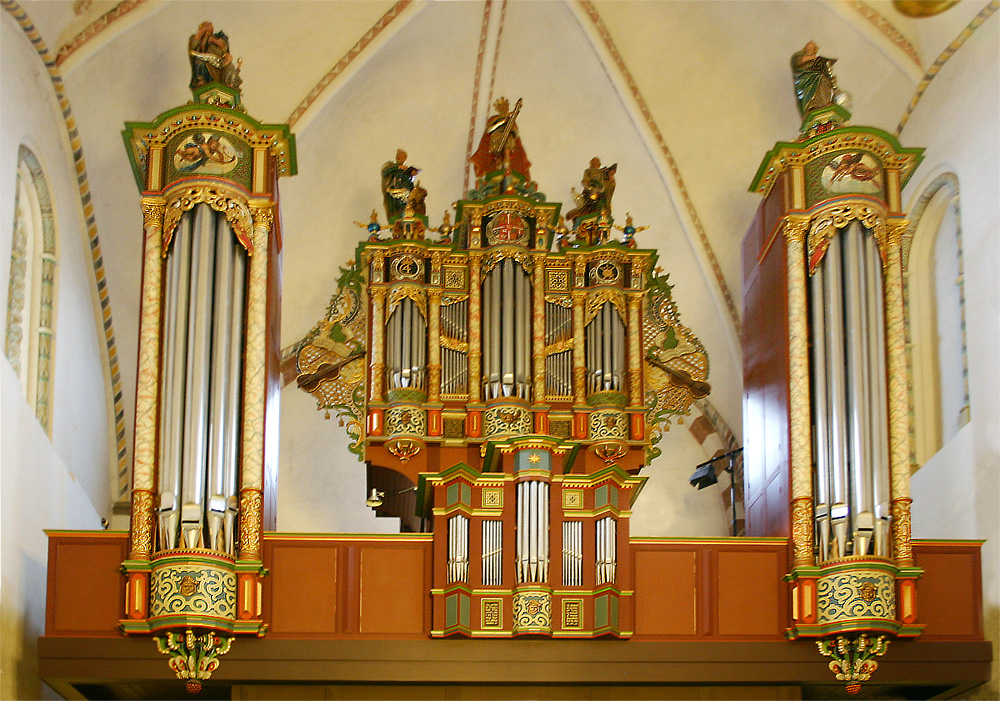
Kerkorgel met barokke orgelkas uit 1635
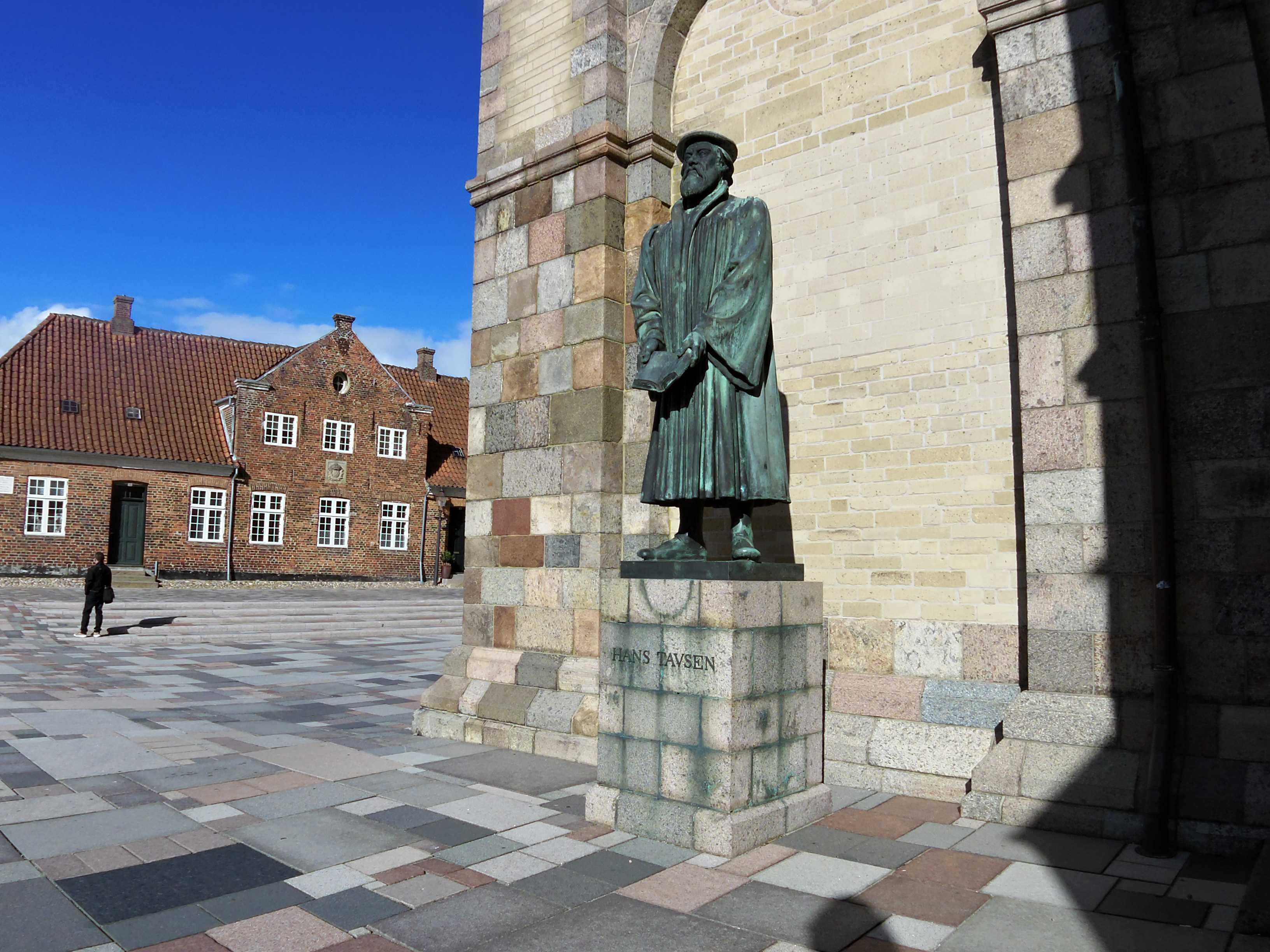
Bronzen standbeeld van Hans Tausen voor de Dom

## De Dom in de schilderkunst

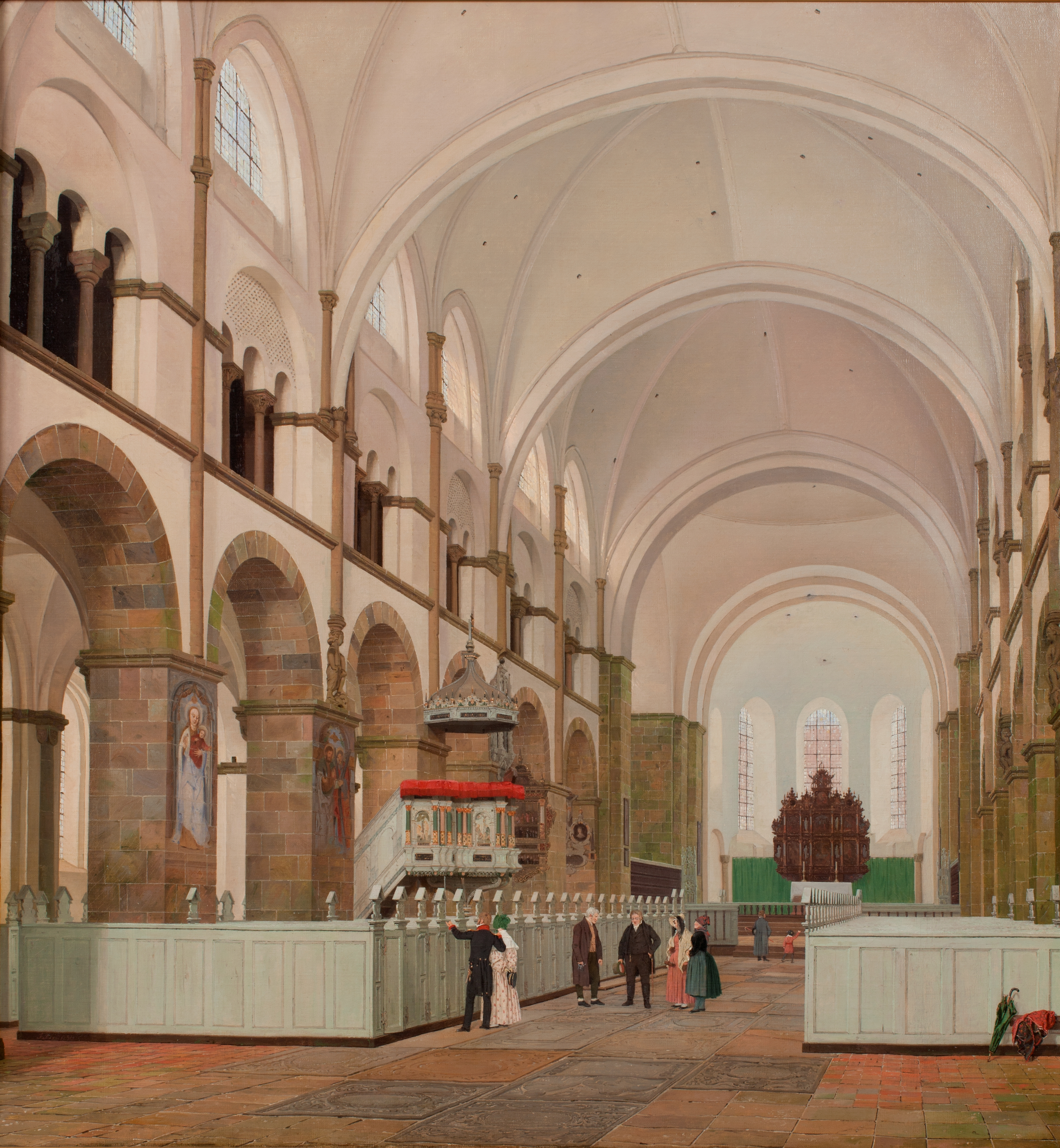
Jørgen Roed, Interieur van de Dom van Ribe, 1836
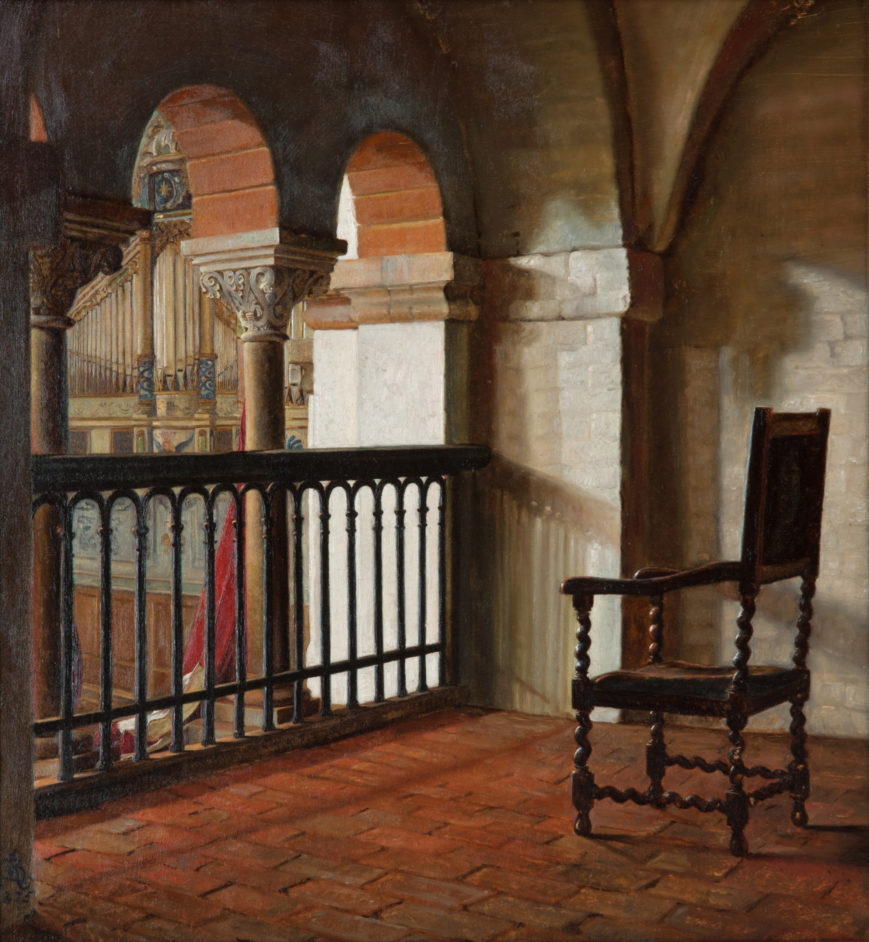
Kristian Zahrtmann, Interieur van de Domkerk van Ribe, 1875
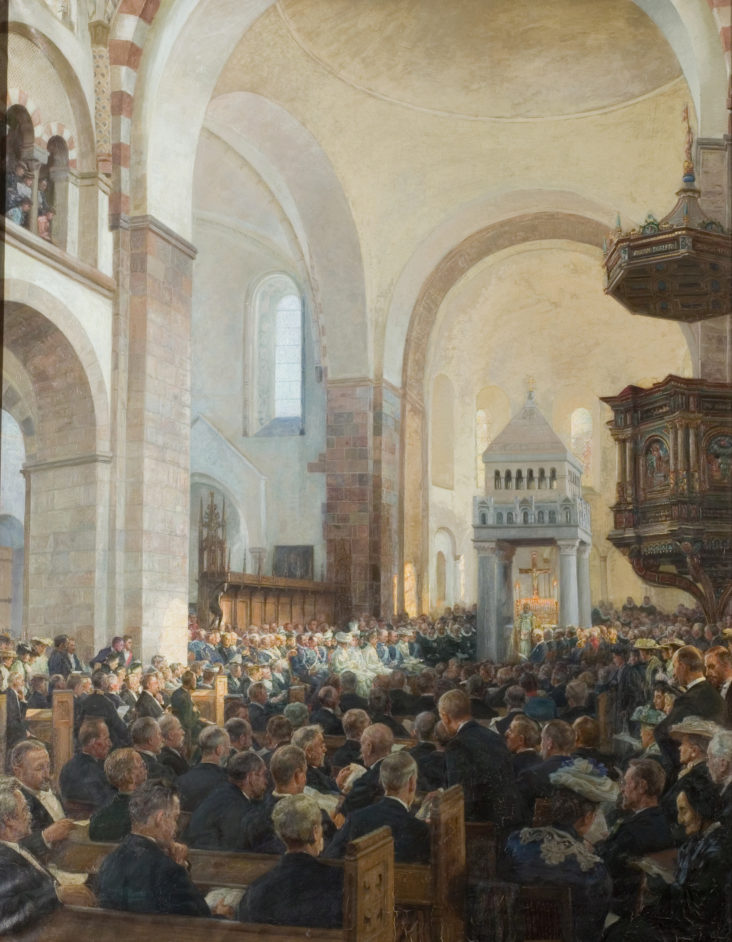
Knud Larsen, Kerkdienst in de Dom van Ribe, 1904
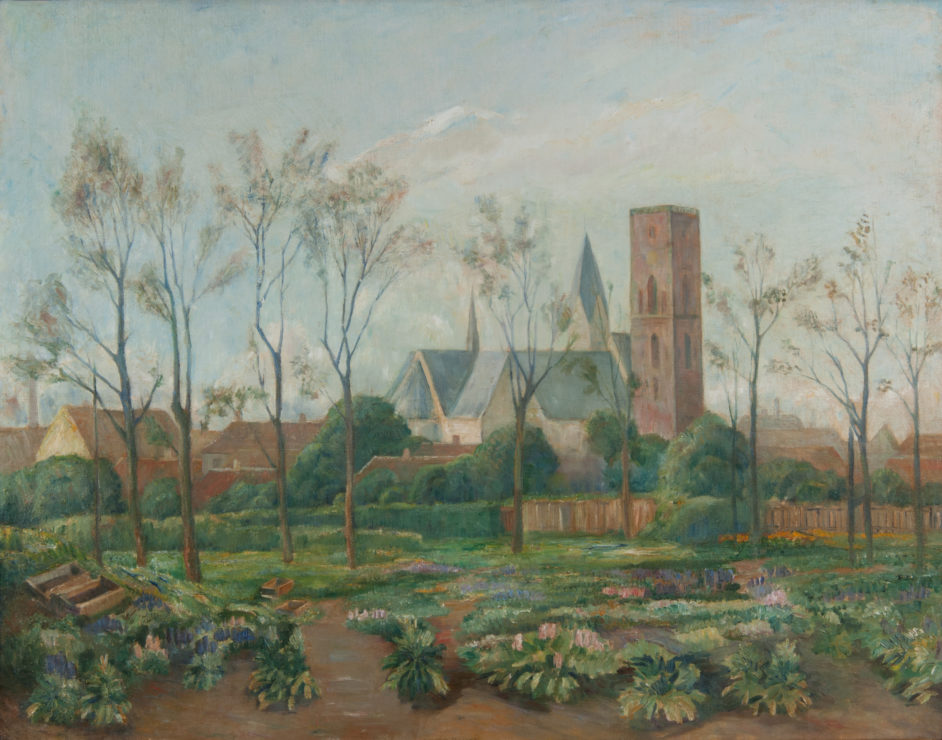
Johan Rohde, Domkerk van Ribe [z.j.]